# European Indoor Championships
L'European Indoor Championships conosciuto anche come Berlin Open è stato un torneo di tennis che si giocava a Berlino in Germania. L'evento ha fatto parte dell'ATP Tour nel 1990 e nel 1991. La superficie utilizzata era il sintetico indoor.

## Albo d'oro

### Singolare
| Anno | Vincitore     | Finalista        | Punteggio        |
| ---- | ------------- | ---------------- | ---------------- |
| 1990 | Ronald Agénor | Aleksandr Volkov | 4-6, 6-4, 7-6(8) |
| 1991 | Petr Korda    | Arnaud Boetsch   | 6-3, 6-4         |

### Doppio
| Anno | Vincitori                   | Finalisti                      | Punteggio     |
| ---- | --------------------------- | ------------------------------ | ------------- |
| 1990 | Pieter Aldrich Danie Visser | Kevin Curren Patrick Galbraith | 7-6, 7-6      |
| 1991 | Petr Korda Karel Nováček    | Jan Siemerink Daniel Vacek     | 3-6, 7-5, 7-5 |